# Sarolaner
Sarolaner, prodávaný v léku pod obchodním názvem Simparica, je veterinární léčivá látka proti vnějším parazitům (ektoparazitikum) pro léčbu při napadení blechami a klíšťaty u psů. Jako off-label se také užívá ve veterinární medicínou při léčbě svrabu.
Sarolaner je také součástí kombinovaného léku Simparica Trio, který obsahuje kromě účinné látky sarolaner i moxidektin a pyrantel. Používá se preventivně proti vlasovcům Dirofilaria immitis způsobujícím dirofilariózu; pro léčbu a prevenci napadení blechami; pro prevenci zamoření klíšťaty Ixodes hexagonus, Ixodes ricinus, Rhipicephalus sanguineus a Dermacentor reticulatus; a pro léčbu a prevenci infekce škrkavkami a dospělými měchovci.
Sarolaner je také složkou kombinovaného antiparazitického přípravku pro kočky Revolution Plus (nebo Stronghold Plus), který obsahuje sarolaner a selamektin. Užívá se k prevenci a léčbě svrabu (včetně ušního svrabu), měchovců, škrkavek a srdečních červů a také k léčbě a prevenci vůči blechám a klíšťatům. 